# USS Bataan (CVL-29)
El USS Bataan (CVL-29) fue un portaaviones ligero de la clase Independence. Fue puesto en gradas en 1942, fue botado en agosto de 1943 y asignado en noviembre del mismo año.

## Construcción e historia de servicio

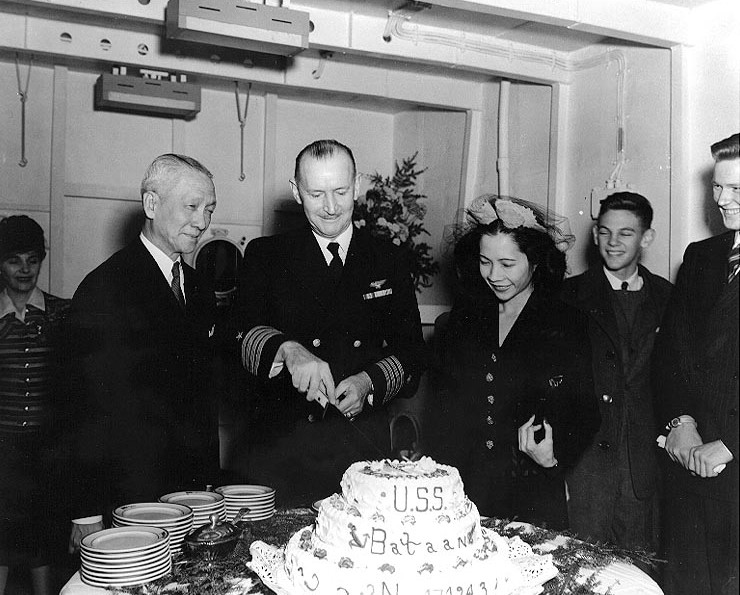
Capitán Valentine H. Schaeffer, USN, Comandante en Jefe de los EE. UU. El portaaviones ligero de la Marina USS Bataan (CVL-29), corta el pastel en una recepción después de su ceremonia de puesta en servicio, en Filadelfia, Pensilvania (EE. UU.), el 17 de noviembre de 1943

Originalmente fue autorizado USS Buffalo (CL-99), crucero ligero de la clase Cleveland. En 1942 fue re-clasificado como USS Bataan (CVL-29), portaaviones ligero de la clase Independence. Fue colocada su quilla el 31 de agosto de 1942, fue botado el 1 de agosto de 1943 y comisionado el 17 de noviembre de 1943.
Fue des-comisionado el 11 de febrero de 1947. Fue re-convertido en portaaviones antisubmarino en 1949 y regresó al servicio en 1950. Estuvo activo en la guerra de Corea y fue des-comisionado nuevamente en 1954 (el 9 de abril).